# Marbriers Doret
 (janvier 2023).
Les marbriers Doret forment une dynastie d’artisans sculpteurs et marbriers établis dans le canton de Vaud en Suisse et à Lyon. Ils furent actifs dans un vaste rayon au XVIIIe siècle et XIXe siècle et exportèrent leurs œuvres non seulement en Suisse romande, mais bien au-delà, à Soleure, à Zurich, à Bâle, à Lyon, et même en Russie.

## Historique
Huit marbriers, répartis sur six générations, ont dirigé l’entreprise des Doret ou Matthey-Doret à Vevey et à Roche. La famille est d’origine neuchâteloise, bourgeoise du Locle et de Valangin. À la fin du XVIIe siècle, David I Matthey-Doret s’établit à la Chaux-des-Tallières (La Brévine).
David II Doret (mort avant 1735), fils du précédent, s’installe dans le canton de Vaud au début du XVIIIe siècle. En 1713-1715, il livre des cheminées de salon, des plateaux de tables et des dallages en marbre au château de Vullierens. L'artisan s’établit définitivement à Vevey en 1716 et l’une de ses œuvres majeures est le maître-autel de l’abbatiale de Saint-Maurice, en Valais (1722). Souvent qualifié de maçon ou de tailleur de pierre, Doret précise cependant que sa vocation est « de tailler les marbres sur les modèles qui lui sont donnés par les architectes ». Il signale aussi qu’il a choisi d’implanter son établissement à la fois à proximité de la région d’Aigle, d’où sont extraits ses matériaux, et à proximité du lac Léman, cette nappe d’eau permettant un transport aisé par voie lacustre. Les livraisons se font tout particulièrement en direction de Genève, où, dit-il, son marbre est très apprécié.
Son fils, David III Doret (1706-1780), demande en 1733 de pouvoir établir sa propre scie à marbre au bord du lac Léman, sur la berge occidentale de la Veveyse, qui appartient alors à la commune de Corsier. En 1764, cette fabrique, dite « très réputée », livre une grande partie de sa production à l’étranger. David III travaille notamment à Lyon entre 1735 et 1746, où il est chargé d’importants travaux à l’église Saint-Bruno les Chartreux. David III réalise également divers autels à Fribourg, à la cathédrale et à l’église Saint-Michel. De ses activités annexes, on sait qu’il fournit en 1741 des tablettes de marbre à l’ébéniste bernois Mathäus Funk (de), qu’il rapporte de l’asphalte de Lyon en 1746, et qu’il possède une scie à marbre près de Chillon. Il transformera ce dernier mécanisme en battoir à plâtre.
Deux fils de David III, Henri et Marc Doret (dates inconnues) sont établis à Lyon où ils fournissent eux aussi des matériaux à l’église Saint-Bruno les Chartreux, mais les moines sont mécontents de leurs services. Les deux frères apparaissent également à Seyssel, et à Moûtiers à propos de l’exploitation des marbres de Villette (Savoie), dits « brèche de Tarentaise ».

### Branche de Roche
Un autre fils de David III, Georges Vincent Doret (1731-1781) s’établit en 1756 à Roche. Il y exploite une scie à marbre et une carrière de marbre jaspé au lieu-dit « En Truchefardel » (Yvorne). Georges Vincent, qui fournit les tables de communion des églises de Roche et de Noville (1767), acquiert la même année, avec son frère Jean-François Doret, la carrière de Fontenailles, à Saint-Triphon.
Paul François Doret (1763-1829), fils de George Vincent, reprend et développe les propriétés paternelles. Dès 1805, il exploite une carrière de marbre rouge à Roche et établit diverses nouvelles scies à marbre dans la région, ainsi que des battoirs à plâtre. On lui doit le maître-autel de l’église de Vouvry (1822).
La vocation marbrière s’éteint avec Vincent David Doret (1784-1876) qui hérite des installations en 1829 et les vend à son cousin Louis, de Vevey. Lui-même fait une brillante carrière de banquier à Turin, avant de revenir à Aigle où il se fait bâtir vers 1842 une maison de maître dans laquelle naîtra son petit-fils, le musicien Gustave Doret. On doit à Louis Doret le monumental maître-autel de l'église catholique de Poliez-Pittet.

### Branche de Vevey
Jean-François Doret (1742-1801), second fils de David III, reprend à son nom, en 1775, la marbrerie de l’Arabie au bord de la Veveyse à Vevey. Sa fructueuse carrière accroît considérablement la notoriété de cette famille. Son entreprise est active dans un vaste rayon, notamment à Genève, à la cathédrale Saint-Pierre (vers 1755), à Soleure, à la cathédrale Saint-Ours et Saint-Victor, où il réalise une chaire monumentale selon les dessins de l’architecte Paolo Antonio Pisoni (1772), ainsi que les fonts baptismaux et quatre autels des bas-côtés. Par ailleurs, cet artiste fournit l’autel de l’église catholique de Chevry (Ain) et celui de Notre-Dame des Victoires de la cathédrale de Fribourg, ou encore le mausolée de Catherine Orlow (1781) à la cathédrale de Lausanne, ainsi qu’un projet (non exécuté) pour le tombeau de Jacques Necker au château de Coppet (1786). Une grande partie de sa production était exportée en France, l’entreprise eut à souffrir de la Révolution. Dès 1796, Jean-François Doret varie ses activités en se tournant aussi vers la fabrication de plâtre.
Jean-François Doret pratique également l’architecture, fournissant un relevé du pont de la Veveyse (1782), supervisant la construction d’un corps de garde à Villeneuve (1784), projetant la transformation du château de Chillon en vaste grenier à blé, ou dessinant un plan de l’ensemble de la ville de Vevey (1800).
Son fils David IV Balthasar Doret (1766-1840) reprend les installations en 1801 et construit lui aussi à Bon Port (Montreux) une fabrique de plâtre. Auteur de diverses fontaines et cheminées de salon à Lausanne, il fournit des fonts baptismaux à l’église de Zell (1803) et en 1809 livre des tablettes au menuisier Christian Schweizer à Bâle, puis en 1811 exporte encore dans la région de Lucerne 200 à 300 quintaux de marbre poli. Peut-être s’agit-il là des autels secondaires de l’église de Willisau, réalisés par cet artisan. En 1814, il bâtit un pavillon en forme de temple circulaire au château d'Hauteville près de Saint-Légier-La Chiésaz, et il est l’auteur aussi des autels, chaire et fonts baptismaux de l’église de Bulle (1815). Selon une « Statistique du district de Vevey » (1807) il aurait fourni des éléments de décoration intérieure jusqu’en Russie.
Le fils de David IV, François Louis Vincent Doret (1794-1868), généralement dit Louis, est formé à Paris chez le sculpteur François Rude et aurait travaillé à l’Arc de triomphe. En 1821, il reprend la plus grande partie des installations de Vevey ainsi que, en 1829, celles de son cousin à Roche et à Truchefardel (Yvorne), où il reconstruit en 1832 la scie à marbre séculaire. Louis Doret est aussi appelé à la cathédrale de Sion (maître-autel, 1833, remplacé en 1947), à l’église Saint-Michel de Fribourg (vers 1835) où il exécute plusieurs autels, tout comme à l’l’abbaye de Saint-Maurice (autel latéral, 1837). Les maîtres-autels de l’église Notre-Dame du Valentin à Lausanne (1834), ceux des églises catholiques de Morges (1844) et de Bottens (1846) ont disparu à des époques relativement récentes.
David V Jean Frédéric Doret (1821-1904), fils de Louis, est souvent nommé Doret-de La Harpe, en raison de son mariage avec la petite-fille de l’homme d’État Frédéric-César de La Harpe. Il aurait étudié l’architecture à Genève, puis la sculpture, d’abord avec Louis Dorcière ensuite avec Heinrich-Maximilian Imhof à Berne. Il voyage ensuite à Paris, puis aux carrières de Baveno près de Novarre, et jusqu’en Sicile. Il poursuit des études artistiques à l’Académie royale des Beaux-Arts à Rome, à Florence, puis à Carrare. De nombreux autres voyages en Grèce, Asie mineure, Constantinople, en Égypte et en Palestine lui permettent de rassembler une importante collection d’objets antiques. David V Doret exerce lui aussi une importante activité dans le domaine des constructions décoratives et des monuments. À l’Exposition universelle de Paris, en 1878, il obtient une médaille d’or. David V Doret s’éteint sans descendance en 1904. Son atelier est repris par Gustave Rossier.